# 東京事變
東京事變（日语：／ Tōkyō Jihen */?），日本樂團，成立於2003年，2012年解散、2020年復出。成員共有5人，分別為椎名林檎（主唱）、龜田誠治（貝斯手）、浮雲（吉他手）、刃田綴色（鼓手）、伊澤一葉（鋼琴手．吉他手）。

## 樂團簡介
最早成立於2003年，當時是在椎名林檎雙六高潮演唱會，由椎名林檎（主唱）、龜田誠治（貝斯手）、晝海幹音（吉他手）、刄田綴色（鼓手）和H是都M（鋼琴手．吉他手）組成。而成員們各個大有來頭，椎名林檎是知名女歌手，幫過大無限樂團、平井堅等製作專輯的龜田誠治擔任貝斯手，刃田綴色則擔任過多個創作樂團鼓手，及中島美嘉等歌手的錄音或演唱會鼓手。還有日本爵士樂團PE'Z的鋼琴手H是都M，以及曾發行個人專輯的搖滾吉他手晝海幹音。

### 樂團組成的經過
2003年時，雖然當時椎名林檎已經宣布隱退，卻阻止不了繼續音樂創作的動力，因此找來了一群音樂同好繼續創作而結成東京事變這個團體。

### 團員更換
2004年7月，由於團員H是都M在無法兼顧「PE'Z」及「東京事變」兩個樂團的身分的情況下，宣布退出樂團東京事變，並介紹伊澤一葉加入東京事變。而在那個時候吉他手晝海幹音宣布退出，這時椎名林檎找上了以前合作過的夥伴浮雲來加入樂團。於是在2004年9月，東京事變官網宣佈新成員：吉他手浮雲，以及鋼琴手伊澤一葉，此時的東京事變俗稱「第二期東京事變」。

### 樂團解散
在成軍八年後，2012年1月11日於官網上宣布「將於2月29日正式解散的公告」，並展開告別演唱會《東京事變 Live Tour 2012 Domestique Bon Voyage》。但其實東京事變原本就是期間限定的樂團，從一開始便以「電視」做為主題概念，不僅官方網站就是一台電視機，歷年來所發行的專輯也是代表各種不同的節目，最後收播畫面的《color bars》也是東京事變最後一張原創專輯。自始至終保有完整創作的概念。
|            | 雖然已經以職業歌手出道，這次以樂團形式結合的概念，是從出道前就已經擁有的想法。對自己而言，樂團是自己總有一天將會回歸的場所，那麼個人活動又該做些什麼呢，當我這樣深切的思索後，在第一張與第二張專輯時與最棒的樂團團員合奏，在第三張專輯時則放進完全的自我。 在現在這個階段，我認為獨自一人做音樂的時間已經結束。對我而言，樂團有著"不可污染"的部分，現在也清楚明瞭的表現出最佳的狀態。所以現在能夠組成樂團，真的是"終於感到放鬆了"的心情。「東京事變」希望不拘泥於各種意識型態下創作，我想我們大概就會是這樣子吧。目前日本的流行樂不可或缺的，不停歇的音樂，有如平均體溫般的音樂希望能夠傳達給各位。請多指教。 |
| ——椎名林檎 | |

### 樂團復出
解散八年後，2020年1月1日於官網上宣布復出，並發表全新單曲《選ばれざる国民》，發布了年內的巡演計劃。

## 成員
| - 椎名林檎（vocal） - 龜田誠治（bass） - 刄田綴色（drums） - 浮雲（guitar） - 伊澤一葉（keyboard） | - H ZETT M（keyboard） - 晝海幹音（guitar） - 佐野康夫（drums） |

## 樂團生涯略歷

### 第一期

#### 2004年–2005年:《教育》
2003年秋天，在椎名林檎雙六高潮演唱會中正式成立，這也是東京事變第一次的演出。隔年獲邀參與MEET THE WORLD BEAT 2004、富士音樂祭的演出，掀起了音樂的革命。同年，發表出道作《群青日和》，寫下了近20萬張的銷售成績，成功地跨出成軍後的第一步，椎名林檎表示「這就是我的夢想啊！」。而在《群青日和》的音樂錄影帶中，導演利用聚光燈，搭配上歌曲原本的節奏，以移動聚光燈來轉換團員的登場，如此技術讓其奪得該年度最佳樂團音樂錄影帶的獎項。緊接著發表的第二張單曲《遭難》，椎名林檎頭頂一朵紅花、身抱吉他，搖滾味濃厚，再搭配上椎名林檎神經質般的嗓音，與看似在拉電子二胡的電吉他，激昂出不一樣的火花。在本《遭難》的音樂錄影帶，監督內野政明利用旋轉的概念，將團員層層堆疊，樹立另類風格，而主唱椎名林檎也首度秀出其姣好的身材並與眾多舞者大跳百老匯歌舞秀，對此她表示「這個音樂錄影帶完全表現出東京事變原創異色風味。」
有了前兩張單曲的好成績，東京事變順勢推出首張專輯《教育》，要以強勁的搖滾風格教育歌迷「什麼是東京事變」。關於這張專輯，林檎下了這樣的註解「這是一部如同顛覆自我介紹的愉快作品」。而在錄音期間團員們玩性大發，以專輯封面的鮮紅的紙鶴標誌，開始玩起著名的卡通「科學小飛俠之火鳥號」遊戲，主唱椎名林檎笑說「玩卡通玩上癮了，所以我們決定這次的宣傳照也採用插畫版本，真人不露相！」於是乎，專輯內頁的宣傳照以插畫為主。這樣玩性大開的樂團，竟然只花四天，就將專輯與單曲相關的17首歌曲錄製完成，有點嚇人。還有那專輯封面，僅僅為一隻紅紙鶴，這是團員們希望大家能專心「聽音樂」，並指出東京事變的音樂就像手工褶紙鶴般的細膩」。比較值得一提的是第六首歌「服務」在日後的演唱會上，東京事變全體團員一邊跳舞、一邊以擴音器演唱，還在舞台上換裝，掀起演唱會的高潮。
而首張專輯也常常被拿來和椎名林檎的風格作為一個比較，個唱時期的林檎，最大的特色就是搖滾、古典元素、爵士樂等。而東京事變，雖然仍有著椎名林檎強烈的風格，但是比較起來相對於收斂，或許是樂團的緣故，在編曲上就無法隨心所欲的加入電子音效、合成音色等元素，或許對某些林檎迷而言，此張專輯少了點椎名林檎的味道，但在其他樂手的技術及編曲，恰如其分的襯托出椎名林檎那獨特的唱腔，也算是成功豎立起東京事變的曲風。
之後，東京事變展開第一次巡迴演唱《東京事變 live tour 2005 "dynamite"》，以椎名林檎個唱時期最後一張單曲《蘋果之歌》的東京事變版本做為開場曲，也正式宣告東京事變的時代來臨。但是，好景不常的是，演唱會DVD還沒發售之際，07月1日負責彈奏鋼琴的團員－H是都M、彈奏吉他的－晝海幹音宣布退隊，而官方網站也在同時發表訊息告訴歌迷，並且希望歌迷能夠期待第二期東京事變的來到，至此稱之為第一期東京事變。

### 第二期

#### 2005年–2006年:《大人》
經過兩個月的空窗期後，東京事變官網宣佈遞補的兩位成員為：吉他手浮雲，以及鋼琴手伊澤一葉，兩位也是曾和椎名林檎合作過的樂手，這時的東京事變俗稱「第二期東京事變」。「大奧」製作人積極的邀歌下，椎名林檎完成了「修羅場」的創作，並於2005年發表單曲《修羅場》，以充滿流行的輕快氛圍表現出女人之間的愛憎，而此首歌的音樂錄影帶是以白色為主軸，所有東京事變的團員全部都被漆成白色，搭配上紅色鮮血的效果與偶爾穿插主唱椎名林檎帶著假髮望著前方發呆的神情，讓人不禁驚嘆他們不僅對音樂的要求甚高，對於音樂錄影帶的視覺效果的呈現也完全不馬虎。而日後發表的專輯，因為椎名林檎希望專輯能和連續劇的版本有所差別，因此請團員將修羅場重新編曲，然後收入於專輯中。
而單曲的封面是「椎名林檎手拿著一瓶打著馬賽克的香水橫躺」，專輯封面則是那罐香水的瓶子，香水外殼的瓶子則是寫上專輯的英文名子「ADULT」，讓歌迷不禁聯想，單曲和專輯似乎有種特別的關係，而團員看到單曲封面的樣子，還開玩笑的說：「如果是拿著小酒瓶的話更好。」此外，椎名林檎以東京事變的名義，首次將歌詞本寫上英文，這與椎名林檎以前用日文翻英文的記法以很大的不同。
第二期東京事變首張單曲《修羅場》賣出10萬張的好成績後，他們接著趁勢推出第二張專輯《大人》，而由於新血的加入，使得東京事變被濃濃的爵士味所圍繞，像「補妝」正是Bossa Nova般慵懶的曲風，而「喧嘩上等」則帶有迷幻爵士樂風格，還有些許鄉村音樂味道的歌曲。專輯的曲風除了前述的Bossanova外，更加入了放克、爵士樂、藍調，甚至是日本傳統音樂等音樂成分，再加上團員們精彩的彈奏與各樂器之間交織出的優美旋律，和椎名林檎如故事般的寫詞方式，完成了一張正如其名、十分成熟的專輯。而椎名林檎在接受訪問提到關於某些歌曲的歌詞，她覺得「本張專輯的歌詞內容交由聽眾自行解釋也是此作品的要點之一。」特別的是初回和普通盤的專輯封面則製作成男用、女用香水的模樣，連帶的讓初回限定盤與通常盤的歌詞本則皆富有獨特的香味，其中初回盤在歌詞本上更寫上「Please scratch with your finger.」，就是希望聽者可以聞歌詞本上散發出來的香味。
不過更值得一提的是「超級巨星」據說是以美國職棒大聯盟球星鈴木一朗為寫作對象。之後，兩人更獲邀進行一場夢幻對談，鈴木一朗就提到起初當他看到這首歌時就不太喜歡它，因為他並沒有想過要成為每人眼中的超級巨星，但是在聽到歌詞意涵著「想要成為某一人的超級巨星」時，他便喜歡上了這首歌。但日後浮雲和伊澤在接受採訪時皆提到，由於剛加入東京事變的緣故，因此沒辦法把所長給伸展開來，有點彆手彆腳的感覺。而台灣正好於情人節當天發行台壓版本，椎名林檎在得知到這樣的消息後，戲稱說：「其實這張專輯也蠻適合情人節聆聽的，因為整張專輯就像一齣有哭、有笑的戀愛劇。」
之後，東京事變積極的投入演唱會的工作，不管是在日本武道館和大阪城音樂廳舉行讓歌迷認識新成員的演唱會《DOMESTIC! Virgin LINE》，或是以第二張專輯大人為中心的巡迴演唱會《"DOMESTIC!" Just can't help it.》，甚至是和其他樂團一起籌辦的音樂祭《SOCIETY OF THE CITIZENS》，都廣受大眾好評，而東京事變在演唱會上總是將舊曲新編，總讓歌迷聽得如癡如醉。不過開演唱會的場地，東京事變則比較偏好中小型（日本武道館等），因為他們想要跟歌迷有近距離的互動的緣故。此外，在《大人》的訪問中椎名林檎提到說以後將會專心作詞和演唱，作曲將會交給其他成員，因此下一張專輯的歌曲並沒有椎名林檎作曲的作品，而演唱會也演唱了不少團員創作的歌曲，像是《"DOMESTIC!" Just can't help it.》的巡迴演唱會上便發表了浮雲所創作的曲目「Mirror Ball」，藉此希望之後的活動能以團員的創作曲目為中心。而日後第六張單曲發行接受專訪時椎名林檎提到「會這麼做是為了防止樂團惡化，因為她覺得他創作的詞曲好像都是以某些特定類型為主，而其他團員就會陷入這樣的迷思中，認為這是誰作的曲就得怎麼編曲，造成音樂多樣性降低，而東京事變又是一個樂團，何不多方面擴散的創作呢。」林檎更表示編曲這樣的改變，就是想要做出和以往不同的作品，像上一張專輯《大人》便是一開始就決定了編曲的模式，但《娛樂》則是由大家來發想曲目的內容，跳出了原本既定的模式。而這樣的改變，讓林檎覺得有時候從前奏來猜測是哪一位團員的創作曲目，對她來說也是另外一種樂趣。

#### 2007年:《娛樂》
2007年發表以義大利的跑車O.S.C.A為構想的單曲《OSCA》，但椎名林檎在上一張專輯《大人》接受訪問中提到「今後，她想要專心作詞和演唱，作曲則會交給其他成員。」因此，此張單曲均來自於團員們的創作，以神經質般的搖滾曲風，再加上椎名林檎宛如舞蹈般的演唱，展現出東京事變另外一種面貌。緊接著發表的單曲《Killer Tune》則是以輕快的旋律貫穿全曲，充分展現出時下流行的氛圍，而椎名林檎也對於伊澤能夠寫出這樣率真的歌，真是很感動，讓她覺得自己也不可以裝模作樣，也必須要以同樣的心情去寫歌詞、唱歌，同時也希望能夠把這樣的理念傳達給聽者。值得一提的是這首歌的音樂錄影帶中，團員在滂沱的雨裡溼身，而椎名林檎以修長美腿踩著白色楔形鞋，造成了一股旋風。
之後，繼續延用雙字策略發表專輯《娛樂》，這張專輯不僅是各樂手充分發揮自我的創作曲，更是希望樂迷盡情享受音樂，體會娛樂的滋味。正如其名這張專輯的曲風多變，是一張玩咖的專輯，像是「OSCA」與「黑貓道」兩首歌都在歌曲後半段突然加速，而「某都民」和「SSAW」則是椎名林檎首次與團員合唱的曲目，典型搖滾風格也出現在浮雲的創作曲「復仇」中，其用吉他編寫出沈重而陰鬱的搖滾風格，最後龜田誠治所創作的「私生活」則是一首簡單、沉穩的抒情歌，卻唱出對現實生活的不安。雖然相較與之前作品的水平，這張專輯並沒有很多出色的作品，但一口氣聽完整張專輯，還是讓人相當愉快，有一種娛樂歌迷的感覺。
而她也表示這張專輯主要是以浮雲和伊澤為主、林檎和龜田色彩較淡的專輯，不過她們倆都很擔心市場的反應，但是這樣做卻可以讓東京事變快速的進化，也強調了作曲者的世界觀。林檎更表示這張專輯終於有當時組成樂團的藍圖「用樂團的方式來表現歌詞和音色的美感。」不過，專心作詞的她，對於浮雲和伊澤倆人的作曲中大量使用男性語言來創作小有怨言，但同時這也讓作詞變得更有挑戰性了。而《娛樂》編曲人的改變，竟讓林檎受到歌迷反應說比較喜歡團員創作的歌曲，不禁讓她自嘲：「那我乾脆就不作曲、專心排練演唱會，讓其他人去跑接下來的宣傳行程好了」。至於，團員浮雲和伊澤則認為這張專輯創作的曲目，比上一張專輯大人更符合自己的音調，這或許是剛加入對於團員不甚了解的緣故吧。發表完專輯後，東京事變巡迴演唱會《東京事變 live tour 2007 Spa & Treatment》也同時熱鬧展開，演唱會演唱的新曲《閃光少女》也以DVD的形式發表，對此椎名林檎也提到因為如果是用mp3來聽這首歌當然很棒，但我們每聽到一首新歌時總是會遲疑這是什麼歌，那何不如我們第一次專心的聆聽這張專輯，來感受音樂，這也就是要用DVD收錄的原因。

#### 2008年–2010年:《SPORTS》
2008年正值主唱椎名林檎出道十周年，因此讓她重拾個唱生涯，並展開十周年紀念演唱會。但東京事變也沒有因為這樣而停止演出，不過在《Rising Sun Festival》中，則是以椎名林檎和東京事變的名義個別演出。在2009年年初，除了椎名林檎繼續其個唱活動與發表久違的新專輯外，其他的團員也各自活躍在其領域中，像是龜田誠治繼續其唱片製作人的生涯、刄田綴色則擔任Fujifabric新專輯錄音的鼓手、伊澤一葉則成為新樂團「the HIATUS」的替身人員（堀江博久不能演出時的替角）。不過，年末在官網上東京事變宣告他們將發表新單曲《能動的三分間》、新專輯《SPORTS》，並宣布將於2010年舉辦《東京事變 live tour 2010 Ultra C》巡迴演唱會，讓歌迷又驚又喜。
林檎認為東京事變在第三張專輯《娛樂》後，終於站在起跑點的位置，但她並不以此為滿，希望東京事變在演出事業或是品質上，應該都可以在更好，尤其在Spa & Treatment巡迴演唱會和SOCIETY OF THE CITIZENS音樂祭結束後，林檎希望下一次應該來點不一樣的感覺，還因為這樣讓林檎覺得「樂團接下來會很傷腦筋」。之後，2009年年末所發行的單曲《能動的三分間》，為月球漫步練習曲，其作詞與作曲皆由主唱椎名林檎負責，合音的部分則由吉他手浮雲所擔綱，讓聽者感覺與上一張專輯《娛樂》截然不同，或許跟椎名林檎在上一張專輯沒有參與作曲的緣故有關。對他們而言「只要三分鐘，就可以完成一首令人難以忘懷的歌曲」，而單曲封面也大藏玄機，樂曲的收錄時間和樂曲標題就是3分00秒，至於樂曲的拍子是十六拍、BPM120，大約就是1小節2秒鐘，也就是說歌曲是由90個小節所組成，而正就是這些束縛，讓團員們編曲時備感壓力，曾經也讓團員們沮喪的想要放棄，林檎一度喪氣的表示：「算了，像這種歌，不唱也罷！」
在音樂錄影帶中，團員們大跳月球漫步，頗有向麥可傑克森致敬之意，而月球漫步這個想法是椎名林檎在拍攝廣告時想到的，另外，椎名林檎在音樂錄影帶結尾「拿花砸鋼琴手伊澤一葉」的舉動是導演的想法，但卻令椎名林檎百思不解，尤其是一開始是打算砸吉他手浮雲，但拍攝當天才變成砸伊澤。由於歌曲恰好是三分鐘整，因此日後在節目中表演「能動的三分間」時，在背景中皆會出現計時器倒數；而歌詞也是從「拉麵」開始演唱，與主題《SPORTS》大相逕庭，椎名林檎表示「是因為泡麵需要三分鐘的時間。」
之後，繼續延用雙字策略發表專輯《SPORTS》（競技），雖然在《大人》的訪問中椎名林檎提到說以後將會專心作詞和演唱，作曲將會交給其他成員，因此《娛樂》都沒有椎名林檎創作的曲目，不過此張專輯椎名林檎又參與的作曲的工作，在接受專訪時她提到「在上一張專輯中已經多方面擴散創作的目標，因此這次就必須以「不管創作人是誰」的心態來完成這張專輯！」進一步的他們先決定好主題後，才開始進行作曲。另外，團員們為了想要將閃光少女的世界觀發揮到極致，他們便以「運動」的概念套用至這張專輯中。而當名稱確定後，團員們紛紛提供樂曲，並從裡面找出運動概念強烈的歌曲，然後就開始練練看，因此林檎表示「這一次排練過的歌曲很多」。之後，再從排練過的曲目，找出「具運動概念」、「有故事性」的歌曲，選進專輯。
而專輯封面則製作成金牌的模樣，與電影《超異能部隊》有相似之處，讓歌迷驚嘆不已。不過，延續著椎名林檎個唱的傳統，「對稱美學」又再次出現在本張專輯中，而單曲封面是「馬錶」，專輯封面則是「金牌」，讓歌迷不禁聯想，單曲和專輯似乎有種特別的關係。最特別的莫過於歌詞本，不但作詞、作曲人皆以兩字來做為標記，而每個人則用代表五大洲的顏色來標記，刄田是黃色、龜田是藍色、林檎是黑色、伊澤是綠色、浮雲是紅色。而歌詞列表變成了籤表，種子則是「能動的三分間」，冠軍的頭銜叫做「競技」。
接著東京事變順勢展開第四次日本巡迴演唱會《東京事變 live tour 2010 Ultra C》，演唱會上以燈光搭配團員們的搭配，讓現場的歌迷如癡如醉，並以奧運發源地希臘風格的服裝登場，特別的是如果到了東京事變團員的出生地（千葉、福岡、大阪、島根、岡山），便會有一段特別的演出。最後，不得不提東京事變睽違歌壇兩年的作品，不管是專輯《SPORTS》、其單曲《能動的三分間》、演唱會DVD及BD《Ultra C》皆在Oricon銷售榜上名列第一名，成為了名副其實的「四冠王」。

#### 2011年:《大發現》
2011年，東京事變原定2月23日發行第七張單曲《迴響天空／每個女孩子啊》，但是2月12日鼓手刃田綴色喝酒鬧事，因涉嫌妨礙警方執行公務而遭逮捕，東京事變立刻發表聲明道歉，並宣佈新單曲和東京事變活動無限期停止。而原本預定要上「Music Station」宣傳新單曲的東京事變，受鼓手鬧事所累，一併取消。另外，以新單曲中的歌曲作為廣告曲的資生堂「MAQuillAGE」系列、江崎固力果「Watering Kiss Mint口香糖」也因為鬧事所影響，將原本的歌曲改由椎名林檎單獨演唱。
311日本宮城大地震為全世界的不幸，椎名林檎也在地震發生後，隨即透網站寫下加油文字，希望能夠鼓舞民眾懷著信心走向未來。一個月後，椎名林檎和東京事變們，翻唱昭和時代岸洋子的名曲《黎明之歌》，代表對作者的敬意，也獻給如今平安生活的每一個人。
|                       | 對於昭和53年（西元1978年）出生的我而言，從不覺得這是一首「人聲唱出來」的歌。只是小時候常翻的歌譜裡，常會看到這首曲子。因為在家裡，能夠彈奏樂器的時間有限，相較之下反而大多只是默默地看著音符。或許因為有過這麼一段記憶，想到這首歌就讓我感受到一股強烈的悲傷。 剛剛，與樂團伙伴們一起演奏這首歌曲。現在當下的心聲，就是「只想跟大家一起唱歌」。在此誠摯地為突如其來的災難而失去生命的人們默禱。同時，請讓我向默默地做出這首曲子送給現今依然平安生活的我們的這兩位作家，獻上最大的敬意。 |
| ——2011年卯月 椎名林檎 | |

延至5月所發行的新單曲《迴響天空／每個女孩子啊》，為東京事變首張雙Ａ面單曲。比較特別的是林檎選用「女孩子」作為標題，這是十分罕見的事情，因為關於女性的詞彙中，林檎連「雌」這個字都有用過了，但是這次卻選用較為一般的「女孩子」。對此，林檎表示因為以前會堅持不用許多字，主要是要確立自己及自我認同兩部分，但她已經過了那個時期，因此現在她會覺得那就只是音樂特性不同，所用的不同的字，就像是「女人」、「少女」、「女子」等，它們的概念不都不一樣嗎？林檎進一步的表示這首歌的概念，如果是用女孩子是無法成立的」。
年底，由於NHK晨間電視劇「康乃馨」主題曲的緣故，椎名林檎首度參加第62回NHK紅白歌合戰，表演主軸為「康乃馨-捨我其誰」，在這段演出中演唱《康乃馨》及《每個女孩子啊》兩首歌曲，並由東京事變擔任演奏者。

#### 2011年–2013年:《color bars》及樂團解散
2012年1月11日於官網上發布於2月29日(閏日)正式解散的公告，並展開告別演唱會《東京事變 Live Tour 2012 Domestique Bon Voyage》。
2013年2月27日發行CD精選輯《Hard Disk》及音樂錄影帶精選輯《Golden Time》。

## 作品特色與音樂性

### 第一、二期的差異
第一期東京事變中的詞曲創作主要由主唱椎名林檎負責，歌詞與詞曲有強烈的林檎式的風格，但是卻收斂了不少，椎名林檎從原本華麗、怪異、黑色的曲風，轉變成節奏明快、樸實、濃厚搖滾味的歌曲。對林檎迷而言，雖然少了點華麗感，反而多了點返璞歸真的感覺，把音樂用更純粹的方式表達出來。
第二期東京事變中的作曲在第三張專輯以後由團員負責，椎名林檎則專心的作詞，這樣的轉變，讓曲風更加的多元，因為加入了許多爵士、鄉村的元素，這跟浮雲、伊澤一葉的加入有很大的關係。但無庸置疑的是歌迷是最大贏家，因為這樣的變化不僅帶給東京事變不同的面貌，更帶給歌迷不一樣的聽覺享受。

### 作詞風格
除了有幾首歌為伊澤一葉和浮雲所編寫外，其餘大部分都是由主唱椎名林檎所負責。而椎名林檎的寫詞風格大致上與個唱時期後期有很大的雷同，除了大部分是講說大多是寫下對週遭事物的看法，與當下發生的事情外，歌詞中也會使用假名遣、英文來進行創作。而第二張專輯大人的最後一首歌「書信」更展現了她創作鬼才的實力，因為歌詞本身就是一封書信，從「逕啓者」開始到「請多保重」結束，內容主要是寫給好朋友、給他加油打氣的一封信，這不但把「書信」給發揮到淋漓盡致的境界，更發揚了日本傳統的信件文化。
如果仔細比較東京事變和個唱時期的差異性的話，最初的前兩張專輯及相關單曲，可能是因為大多為林檎作曲的關係，因此作詞的風格也和個唱時期比較相似。但之後的專輯讓團員自由作曲，林檎所寫出的歌詞變得更入理，也更容易理解，但浮雲和伊澤倆人的作曲大量使用男性語言，因此對她而言作詞變得更有難度了。此外，英文歌詞也漸漸的出現在林檎的創作，像是《勝戰》、《最佳位置》、《能動的三分間》，讓人感覺到林檎音樂作品的多樣性。

### 作曲風格
《教育》和《大人》兩張專輯及相關單曲，大部分是椎名林檎的創作，其特色與個唱時期略有差異，個唱時期的林檎，最大的特色就是搖滾、古典元素、爵士樂等。而東京事變，雖然仍有著椎名林檎強烈的風格，但是比較起來相對於收斂，或許是樂團的緣故，在編曲上就無法隨心所欲的加入電子音效、合成音色等元素，而歌曲的電吉他、貝斯與鍵盤控制了整首歌的聲線。或許對某些林檎迷而言，這種專輯少了點椎名林檎的味道，但在其他樂手的技術及編曲，恰如其分的襯托出椎名林檎那獨特的唱腔，也算是成功豎立起東京事變的曲風。
此外，椎名林檎也開始將觸角伸入其他不同的領域，這也很像她個唱時期風格個轉變（搖滾→古典元素→爵士樂→藍調、饒舌），而像是Bossa Nova、放克、藍調，甚至是日本傳統音樂、聲樂都出現在東京事變的歌曲中。不過對林檎迷而言，雖然每首歌都有著獨特的風格，但有些專輯卻少了歌與歌之間的上下連結，造成每首歌像是一個獨自的小作品，這大概也是東京事變與林檎個唱時期之間最大的差異。
不過，《娛樂》及相關單曲主要是由林檎以外的團員所創作，椎名林檎則專心的寫詞，因為椎名林檎認為「這麼做是為了防止樂團惡化，因為她覺得他創作的詞曲好像都是以某些特定類型為主，而其他團員就會陷入這樣的迷思中，認為這是誰作的曲就得怎麼編曲，造成音樂多樣性降低，而東京事變又是一個樂團，何不多方面擴散的創作呢。」因此再變成全樂團作曲的情況下，連帶的讓歌曲本身越來越有樂團的感覺，此外也因為全樂團作曲的情況下，也讓音樂的風格更加的多元化，再搭配上浮雲那恰到好處的合音，東京事變變得更有特色。
第四張專輯《SPORTS》及相關單曲則是又回到全團員創作的時代，因為林檎覺得在上一張專輯中就已經達到多方面創作的目標，因此這次就必須以「不管創作人是誰」的心態來完成這張專輯，進一步的他們先決定好主題後，才開始進行作曲。而專輯的風格多變，不管是情歌、搖滾、藍調、爵士，甚至是合唱團演出方式的歌曲都出現在本張專輯中，而電子音效也參了一腳，內容極其豐富。而以下則是簡述椎名林檎各張專輯之作曲風格：
1. 《教育》：以強勁的搖滾風格教育歌迷「什麼是東京事變」
2. 《大人》：曲風多元像是Bossa Nova、放克、爵士樂、藍調，甚至有著日本傳統音樂等音樂成分，再加上團員們精彩的彈奏與各樂器之間交織出的優美旋律，和椎名林檎如故事般的寫詞方式，完成了一張如大人般成熟的專輯
3. 《娛樂》：樂團以不同的嘗試，混合了不同風格的作品，與團員合唱、後段加速、慢板情歌、典型的搖滾等都出現在專輯中，是一張玩咖的專輯。
4. 《SPORTS》：以「競技」為概念所製作的專輯，整張專輯就好像是再進行一場運動會，開始與結束的聲樂、比賽途中的速度感與格鬥感、中場休息的三分鐘等概念都出現在此張專輯。

### 編曲風格
東京事變團員在創作曲目時都有一種心態，像是這首歌只有林檎以外，誰都無法唱好，而樂器的編排，也有一種就東京事變的團員外，還有誰能彈奏的感覺，這就是東京事變團員們自己了解到「樂團的可能性是有多高」，而總相信其他人一定可以做得到。林檎更補充，東京事變不是個自我陶醉的樂團，因此對於彼此的演奏技巧也會相互指導，並不會以同一模式編寫每個曲目。
編曲以全部團員為主體，不過第二張專輯『大人』有出現過以椎名林檎、伊澤一葉為創作的中心的歌曲。
製作人方面則是椎名林檎出道以來的慣用製作人的井上雨邇。

### 歌曲錄製
東京事變的團員在錄製歌曲的時候並不是單獨進錄音室錄製，而是全員一起在錄音室演奏。

### 主唱與和聲
由於二期東京事變有三個主唱，分別是椎名林檎、浮雲、伊澤一葉，因此二期的作品中就會時常出現雙主唱，甚至是三主唱的歌曲。像是第三張專輯《娛樂》中「某都民」就是浮雲以「三人主唱」為前提的創作，但是對於寫詞的椎名林檎而言卻是一大挑戰，另外，娛樂中的「SSAW」則為男女對唱的歌曲，述說著世界上的男女老少每年都期盼什麼的感覺。
也因為浮雲的加入，讓更多的爵士、鄉村元素的融入，因此合聲的歌曲也就日益增加，像是單曲《Killer Tune》的「身體」、《娛樂》的「Mirror Ball」、《SPORTS》的「雨天決行」、「活下去」、「勝戰」等皆是有合聲的歌曲，合聲的部分以浮雲為主、伊澤一葉為輔，龜田誠治和刄田綴色也都有參與合聲的工作（份量少了點），可以說是全員合作。尤其在單曲《能動的三分間》更是將此發揮到極致，椎名林檎和浮雲一搭一唱，一同完成這三分鐘的歌曲。這也就是為什麼合聲和多主唱，讓東京事變的歌曲晉身到另外一個境界。

### 對稱美學
對稱美學延續椎名林檎個唱時期從專輯《勝訴的新宿舞孃》起所呈獻之上下對稱的美感，我們可以發現東京事變從出道作品《群青日和》、《遭難》在歌曲名稱（主題曲 -> 翻唱曲 -> B Side）、演奏時間（『群青日和』為3.33、2.22、4.04、『遭難』為3.23、2.02、4.04）皆呈對稱外，專輯封面（『群青日和』是橫的封面，『遭難』則是直的排列，且皆半面暈光）和顏色基調（『群青日和』為紅色，『遭難』為藍色、CD上的印製『群青日和』為紅鶴，『遭難』為藍鶴）也成對稱，而此特色在往後事變作品中也看得到，而這也讓歌迷可以繼續的解開對稱的謎。
而專輯名稱皆採雙字策略，從《教育》、《大人》和《娛樂》都是採雙字策略，但是從第四張專輯卻是《SPORTS》，椎名林檎表示若是已以前的規則來看的話，第四張專輯可以叫做《競技》－技巧的競爭，但是目前來看以平假名書寫的概念會強一點。
其中《大人》，在歌曲名稱、歌詞本、封面對稱外，連舉辦之演唱會都是《DOMESTIC! Virgin LINE》、《"DOMESTIC!" Just can't help it.》暗藏對稱的玄機。雖然對稱美學沒有像個唱時期那樣的令人覺得不可思議，但是她對音樂作品的堅持，仍然值得歌迷鼓勵。最後對於「對稱」的看法林檎則表示：「以勝訴的新宿舞孃來說，如果沒有『自我』的話，『禁慾』也會消失。就是有這種多餘的拘泥，讓有些歌曲因而變得很可憐。」
| 01. | 11. |
| 02. | 10. |
| 03. | 09. |
| 04. | 08. |
| 05. | 07. |
| 06. |     |
|     |     |

## 演唱會
東京事變所開設的演唱會活動，場場主題特別、場場精采，像是《東京事變 live tour 2007 Spa & Treatment》就是以溫泉為主題，演出時團員們穿上浴袍演出，讓歌迷大飽眼福。而《"DOMESTIC!" Just can't help it.》則是利用投影的方式，搭配團員們的的動作與歌曲的內容，讓人驚嘆，像是中場時，鼓手刄田綴色憑空踢球的效果，還有臉孔這首歌時，鋼琴手伊澤在鋼琴獨奏時，便把改編的英文版本歌詞投影至舞台，這種投影的效果，不但提高了演唱會的可看性，更增加了與台下觀眾互動的機會。不僅如此，他們更自己籌辦了《SOCIETY OF THE CITIZENS》音樂祭的活動，找來許多樂團一起演出，現今已邁入第二屆。
另外，東京事變在演唱會時總是將舊曲新編、演唱翻唱曲（像是友阪理惠的機器少女），甚至是表演主唱椎名林檎的曲目，這些都讓歌迷有不一樣的感受，因此在接受訪問時，他們提到最怕歌迷反應「為什麼又改編歌曲了？」這讓她感覺自己給別人添了不少麻煩，但是每一次都做一樣的事情不是很奇怪嗎？。至於演唱會的場地，則比較偏好中小型的場館（日本武道館等），因為東京事變想要跟歌迷有近距離的互動。
演唱會
- Live Tour 2005 "Dynamite!"
- "Domestic!" Virgin Line（2006年）
- "Domestic!" Just Can't Help It.（2006年）
- Live Tour 2007 Spa & Treatment
- Live Tour 2010 Ultra C
- Live Tour 2011 Discovery
- Live Tour 2012 Domestique Bon Voyage
- Live Tour 2020 News Flash

## 音樂作品
錄音室專輯
- 教育（2004年）
- 大人（2006年）
- 娛樂（2007年）
- SPORTS（2010年）
- 大發現（2011年）
- 音樂（2021年）

## 參加作品
- 東京小子

單曲《雨傘／讓我們許下心願 直到天荒地老》（2007年8月3日）-「雨傘」及B面曲「漩渦中的男人」的編曲（作詞及作曲是椎名林檎）。
- 友阪理惠

專輯《無彩繽紛》（2009年6月24日）-「都會的禮儀」的編曲及演奏（作詞及作曲是椎名林檎）。
- PUFFY

單曲《日和姫》（2009年2月25日）-「日和姫」的演奏（作詞,作曲及編曲是椎名林檎）。
專輯《Bring it!》（2009年6月17日）-「日和姫」、「主演的女」的演奏（作詞,作曲及編曲是椎名林檎）。
- 栗山千明

單曲《甜美季節／決定的三分》（2011年3月2日）-「甜美季節」及「決定的三分間」的演奏（作詞,作曲及編曲是椎名林檎）。
- 椎名林檎

單曲《康乃馨》（2011年11月2日）-「康乃馨」及B面曲「我愛的人」「人生如願」的演奏。

## 翻唱作品
除了樂團本身的創作之外，與個唱時期的椎名林檎相同，也時常翻唱別人的曲目，像是Frank Sinatra所演唱的歌曲－The Lady Is a Tramp（關於那個淑女的夜生活，收錄於 群青日和，2004年發行）、紀念Brenda Lee所演唱的歌曲－Dynamite（收錄於 遭難，2004年發行）等。
1. 關於那個淑女的夜生活（その淑女ふしだらにつき，The Lady Is a Tramp）
原唱：法蘭·仙納杜拉 ，1937年的作品
收入作品：《群青日和》
曾經在《MEET THE WORLD BEAT 2004》、《FUJI ROCK FESTIVAL '04》、《SUNSET LIVE 2004》、《live tour 2005 “dynamite!”》、《Domestic! Just Can't Help It》演唱會演出
2. Dynamite（ダイナマイト，Dynamite）
原唱：布蘭達·李，1957年的作品
收入作品：《遭難》
曾經在《MEET THE WORLD BEAT 2004》、《FUJI ROCK FESTIVAL '04》、《SUNSET LIVE 2004》、《live tour 2005 “dynamite!”》、《第一回林檎班大會 ADULT ONLY》、《Domestic! Just Can't Help It》演唱會演出
3. 車伕
原唱：美空雲雀，1961年的作品
無收入於作品中
曾經在《live tour 2005 “dynamite!”》演唱會演出
4. Those Were the Days（Those Were the Days）
原唱：瑪麗霍普金（英语：Mary Hopkin），1968年的作品
無收入於作品中
曾經在《SUNSET LIVE 2004》演唱會演出
5. 戀愛幻夢（恋は幻，Get It Up For Love）
原唱：奈德多希尼（英语：Ned Doheny），1976年的作品
收錄作品：《修羅場》
曾經在《第一回林檎班大會 ADULT ONLY》、《DOMESTIC! Virgin LINE》、《Domestic! Just Can't Help It》演唱會演出
6. C'm'on Let's go!（C'm'on Let's go!）
原唱：Barbee Boys，1988年的作品
無收入於作品中
曾經在《Domestic! Just Can't Help It》演唱會演出
7. 機器少女（少女ロボット）
原唱：友阪理惠 ，2000年的作品
無收入於作品中
曾經在《座禪高潮》、《Domestic! Just Can't Help It》、《SOCIETY OF THE CITIZENS vol.1》演唱會演出
8. if you can touch it（if you can touch it）
原唱：晝海幹音，2001年的作品
無收入於作品中
曾經在《live tour 2005 “dynamite!”》演唱會演出
9. Kimochi（Kimochi）
原唱：Zazen Boys，2004年的作品
無收入於作品中
曾經在《SOCIETY OF THE CITIZENS vol.1》、《RISING SUN ROCK FESTIVAL 2006》、《SOCIETY OF THE CITIZENS vol.2》演唱會演出
10. Crazy days crazy feeling（Crazy days crazy feeling）
原唱：Zazen Boys，2004年的作品
無收入於作品中
曾經在《SOCIETY OF THE CITIZENS vol.1》、《RISING SUN ROCK FESTIVAL 2006》演唱會演出

1. 群青日和（群青日和，Gunjou Biyori／Ideal days for ultramarine）
翻唱者：谷井一郎
收入作品：《ATARASHII YATSU!》（2010年6月16日發售[51]）

## 電視電影相關演出

### 參與電視節目
| 電視聯播網 | 節目名稱               | 日期       | 內容                                                        | 註解   |
| ---------- | ---------------------- | ---------- | ----------------------------------------------------------- | ------ |
| NHK        | Pop Jam                | 2005/06/24 | 「PURE SIDE 東京事變遠足」特集                              | [ 52 ] |
| NHK        | MUSIC JAPAN            | 2010/02/28 | 演唱「能動的三分間/勝戰/活下去/季節再見/超級巨星/閃光少女」 |        |
| TBS        | COUNT DOWN TV （CDTV） | 2004/11/27 | 演唱「群青日和」                                            |        |
| TBS        | COUNT DOWN TV （CDTV） | 2005/11/12 | 演唱「修羅場」                                              |        |
| TBS        | COUNT DOWN TV （CDTV） | 2007/08/24 | 演唱「Killer Tune」                                         |        |
| TBS        | COUNT DOWN TV （CDTV） | 2009/12/05 | 演唱「能動的三分間」                                        |        |
| 富士電視台 | 我們的音樂             | 2006/01/27 | 東京事變Ｘ中村勘三郎、演唱「丸內虐待狂、修羅場、秘密」      | [ 53 ] |
| 富士電視台 | 我們的音樂             | 2007/09/21 | 東京事變Ｘ高田純次、演唱「石膏、透明人間、Killer Tune」     | [ 54 ] |
| 富士電視台 | 魁!音樂番付            | 2010/02/24 | 椎名林檎、浮雲、伊澤一葉                                    |        |
| 富士電視台 | MEZAMASHI TV           | 2010/02/26 | 椎名林檎、浮雲、伊澤一葉                                    |        |
| 富士電視台 | JAPAN COUNTDOWN        | 2010/02/27 | 《SPORTS》訪談                                              |        |
| 朝日電視台 | MUSIC STATION          | 2004/10/29 | 演唱「遭難」                                                | [ 55 ] |
| 朝日電視台 | MUSIC STATION          | 2004/11/26 | 演唱「蘋果之歌／Dynamite」                                  | [ 55 ] |
| 朝日電視台 | MUSIC STATION          | 2004/12/24 | 演唱「群青日和」                                            | [ 55 ] |
| 朝日電視台 | MUSIC STATION          | 2005/11/04 | 演唱「修羅場」                                              | [ 56 ] |
| 朝日電視台 | MUSIC STATION          | 2005/12/23 | 演唱「修羅場」（in Super Live）                             | [ 56 ] |
| 朝日電視台 | MUSIC STATION          | 2007/08/24 | 演唱「Killer Tune」                                         | [ 57 ] |
| 朝日電視台 | MUSIC STATION          | 2007/11/30 | 演唱「閃光少女」                                            | [ 57 ] |
| 朝日電視台 | MUSIC STATION          | 2009/11/27 | 演唱「能動的三分間」                                        | [ 58 ] |
| 朝日電視台 | MUSIC STATION          | 2010/02/19 | 演唱「勝戰」                                                | [ 59 ] |
| 朝日電視台 | MUSIC STATION          | 2010/08/27 | 演唱「歡迎來到天國」                                        | [ 59 ] |
| 朝日電視台 | MUSIC STATION          | 2011/05/20 | 演唱「每個女孩子啊」（椎名林檎代表演出）                    | [ 60 ] |
| 朝日電視台 | MUSIC STATION          | 2012/01/20 | 演唱「今夜虛驚、群青日和」                                  | [ 61 ] |

NHK紅白歌合戰出場紀錄
| 年份/屆數      | 出場次數 | 曲目                           | 出演次序 | 對戰歌手    | 備註     |
| -------------- | -------- | ------------------------------ | -------- | ----------- | -------- |
| 2020年(第71回) | 初       | うるうるうるう〜能動的閏〆篇〜 | 31       | 關西傑尼斯8 | ニュース |
| 2021年(第72回) | 2        | 緑酒                           | 37       |             | 音楽     |

### 參與廣播節目
| 廣播     | 節目名稱                    | 日期       | 內容               |
| -------- | --------------------------- | ---------- | ------------------ |
| TOKYO FM | 「COUNTDOWN JAPAN」         | 2004/10/23 | 宣傳單曲《遭難》   |
| NHK-FM   | 「MUSIC LINE」              | 2010/02/23 | 宣傳專輯《SPORTS》 |
| JFN      | ASAHI SUPERDRY MUSIC FLAG」 | 2010/02/28 | 宣傳專輯《SPORTS》 |

## 商業合作
- 群青日和 - 三洋電機au手機『W21SA』電視廣告曲[63]
- 修羅場 - 富士電視台電視劇『大奧~華之亂』主題曲[64]
- 金魚缸（專輯『娛樂』收錄曲） - 電影『魍魎之匣』主題曲[65]
- 閃光少女 - 速霸陸汽車『STELLA』和『R2』電視廣告曲[66]
- 能動的三分間 - 江崎固力果「Watering Kiss Mint Gum《登場篇》」電視廣告曲[67]　※椎名本人出演、浮雲旁白
- 勝戰（專輯『SPORTS』收錄曲） - 江崎固力果「Watering Kiss Mint Gum《遠心力篇》」電視廣告曲[68]　※椎名本人出演、浮雲旁白
- 歡迎來到天國 - 朝日電視台電視劇『熱海的搜查官（日语：熱海の捜査官）』主題曲[69]
- DOPA-MINT！ - 江崎固力果「Watering Kiss Mint Gum《喫水篇》」電視廣告曲[70]　※椎名本人出演、伊澤旁白
- 迴響天空 - 江崎固力果「Watering Kiss Mint Gum《in the water篇》」電視廣告曲[71]　※椎名本人出演及旁白
- 每個女孩子阿 - 資生堂「MAQuillAGE」電視廣告曲[72]　※椎名本人出演及一部份旁白
- 全新文明開化（專輯『大發現』收錄曲） - 東京地下鐵（TOKYO WONDERGROUND）電視廣告曲[73]

## 樂譜／刊物

### 乐譜
以下樂團總譜由Rittor Music發行。
- 樂團總譜 教育 （2005年1月29日）
- 樂團總譜 大人 （2006年2月23日）
- 樂團總譜 娛樂 （2007年10月24日）
- 樂團總譜 SPORTS （2010年8月25日）
- 樂團總譜 大發現 （2011年9月30日）
- 樂團總譜 color bars （2012年11月30日）
- 樂團總譜 深夜節目 （2012年11月30日）

### 刊物
以下刊物由黑貓堂發行。
- Channel Guide -東京事變 Official Book- [74]（2012年2月29日/販售結售）

## 應用程式
- Bon Voyage 東京磁針 （2012年6月13日 - 12月31日)
  - iOS操作系统（支援iPhone・iPad）。
- Channel Guide -東京事變 Official Book- （2012年8月29日）
  - 支援iOS 5.0以上的iPhone・iPad・iPod touch，及支援Android 2.2以上的智慧型手機・平板電腦。

## 脚注

## 連結
| ◆ 東京事変官網 （页面存档备份，存于）          | ◆ 東京事変EMI官網                             | ◆ 東京事變台灣官網 |
| ◆ 黑貓堂：林檎個人網站 （页面存档备份，存于）  | ◆ 椎名林檎EMI官網[永久]                       | ◆ 椎名林檎台灣官網 |
| ◆ Petrolz：浮雲所屬樂團 （页面存档备份，存于） | ◆ 浮雲／長岡亮介部落格 （页面存档备份，存于） | ◆ 龜田誠治官網     |
| ◆ 伊澤一葉部落格 （页面存档备份，存于）        | ◆ あっぱ：伊澤所屬樂團                        | —                  |
| ◆ PE'Z：H是都M所屬樂團 （页面存档备份，存于） | ◆ 晝海幹音官網 | — |